# Florent Obama
Florent Obama (sinh ngày 15 tháng 12 năm 1991) là một cầu thủ bóng đá người Cameroon hiện tại thi đấu cho đội bóng tại Giải bóng đá vô địch quốc gia Thái Lan Chainat.

## Danh hiệu
- Giải bóng đá vô địch quốc gia Thái Lan (1): 2011
- Cúp Hiệp hội Bóng đá Thái Lan (1): 2011